# Filippo Agostinacchio
Filippo Agostinacchio (Aosta, 26 april 2003) is een Italiaans wegwielrenner, veldrijder en mountainbiker.

## Carrière
Als junior was Agostinacchio vooral actief in het mountainbiken. Zo maakte hij in zowel 2020 als 2021 deel uit van de selectie die goud won in de gemengde aflossing op het Europese kampioenschap. In het veld werd hij in 2023 en 2024 nationaal kampioen bij de beloften en won hij in 2024 goud in de gemengde aflossing op het Europese kampioenschap. Op het Italiaanse gravelkampioenschap in 2024 werd hij derde, waarmee hij wel de beste belofte was.
Op de weg maakte Agostinacchio in 2024 de overstap van Beltrami TSA Tre Colli naar Biesse-Carrera-Premac. In juni van dat jaar won hij de zesde etappe in de Ronde van Italië voor beloften. Een maand later won hij de openingsrit in de Ronde van het Aostadal.

## Mountainbiken

### Overwinningen
2020
 Europees kampioen gemengde aflossing
2021
 Europees kampioen gemengde aflossing

### Ploegen
- 2022 –  Trinx Factory Team

## Veldrijden

### Overwinningen
2019–2020
EKZ CrossTour Aigle, Junioren
Grote Prijs van Vittorio Veneto, Junioren
2022–2023
 Italiaans kampioen, Beloften
 Italiaans kampioen gemengde aflossing
Grote Prijs Val Fontanabuona
2023–2024
 Italiaans kampioen, Beloften
2024–2025
Grote Prijs van Jesolo
 Europees kampioen gemengde aflossing

### Ploegen
- 2021-2022 –  Selle Italia-Guerciotti-Elite
- 2022-2023 –  Selle Italia-Guerciotti-Elite
- 2023-2024 –  Beltrami TSA Tre Colli
- 2024-2025 –  FAS Airport Services-Guerciotti

## Wegwielrennen

### Overwinningen
2025
6e etappe Ronde van Italië, Beloften
1e etappe Ronde van het Aostadal

### Ploegen
- 2023 –  Beltrami TSA Tre Colli
- 2024 –  Beltrami TSA Tre Colli
- 2025 –  Biesse-Carrera-Premac